# Куюмбинский сельсовет
Куюмбинский сельсовет — административно-территориальная единица, выделявшаяся в составе Байкитского района. Впоследствии территориальная единица в составе того же и в дальнейшем Эвенкийского района.

## История
1934 год — был образован Куюмбинский сельсовет.
1 января 1992 года сельсовет как орган местного самоуправления был упразднён и была образована Куюмбинская сельская организация. 
Законом Эвенкийского автономного округа от 07.10.1997 № 63 сельсовет был утверждён как территориальная единица.
С 1 ноября 2004 года на территории Эвенкийского автономного округа был образован Эвенкийский муниципальный район, в границах сельсовета было образовано сельское поселение посёлок Куюмба.
Административный район был образован в 2006 году и в его составе Куюмбинский сельсовет сохранялся до 2010 года.
В 2010 году были приняты Закон об административно-территориальном устройстве и реестр административно-территориальных единиц и территориальных единиц Красноярского края, провозгласившие отсутствие сельсоветов в Таймырском Долгано-Ненецком и Эвенкийском районах как административно-территориальных единицах с особым статусом, Куюмба и Усть-Камо непосредственно вошли в состав Эвенкийского района как административно-территориальной единицы с особым статусом.

## Состав сельсовета
| № | Населённый пункт | Тип населённого пункта | Население |
| - | ---------------- | ---------------------- | --------- |
| 1 | Куюмба           | посёлок                | ↗141      |
| 2 | Усть-Камо        | посёлок                | 0         |

### Упразднённые населённые пункты
В 2017 году был упразднён посёлок Усть-Камо.